# Nomia punctulata
Nomia punctulata är en biart som beskrevs av Dalla Torre 1896. Nomia punctulata ingår i släktet Nomia och familjen vägbin. Inga underarter finns listade i Catalogue of Life.